# ۱۳۱۳ (میلادی)
۱۳۱۳ (میلادی) هزار و سیصد  و سیزدهمین سال تقویم میلادی است.

## زادگان
- ۱۶ ژوئن – جووانی بوکاچیو، نویسنده، شاعر، و دیپلمات ایتالیایی (د. ۱۳۷۵)